# LDC (compilateur)
LDC (pour LLVM D Compiler) est un compilateur pour le langage de programmation D qui utilise le générateur de code LLVM.